# Robin Hollgren
Carl Robin Hollgren, född 5 augusti 1990, är en svensk speedwayförare som 2008 kör för speedwayklubben Valsarna från Hagfors.